# علي مرتضى البيباني
علي مرتضى البيباني (1261 – 1359)، (المعروف أيضًا باسم ماهي شعبان البيباني وشعبان الملة) كان صوفيًا ولد في بهكر [الإنجليزية]، بالسند عام 1261 م. كان سيد بهكر. سافر في سن الثلاثين إلى ملتان، ومن هناك انتقل على التوالي إلى بهار، وشيخبورا، وأخيرًا إلى حي الله أباد، حيث أصبح عدد كبير من الناس من أتباعه. توفي في 26 تشرين الأول أو 5 تشرين الثاني 1359 م في جونسي حيث يقع ضريحه.

## الحياة المبكرة
وُلد علي مرتضى بيباني في بهكر [الإنجليزية] لبدر الدين بدر علم. في أواخر العشرينيات من عمره بدأ رحلته في البحث عن المُعلم الروحي وذهب إلى ملتان حيث التقى بشمس الدين وأصبح تلميذه، وأمر البيباني بمقابلة ركن العلم.
وبقي في خدمة ركن العالم لمدة عامين. وفي وقت لاحق، غادر ملتان وذهب إلى بيهر حيث أصبح صوفيًا على الطريقة السهروردية. توفي في 3 أو 13 ذي الحجة 760هـ الموافق 26 تشرين الأول أو 5 تشرين الثاني 1359م. يقع ضريحه في جونسي [الإنجليزية] الله أباد.